# Oulujoki
Oulujoki je rijeka u središnjoj Finskoj u pokrajini Oulu. Izvire iz istoimenog jezera (Oulujärvi) i teče na sjeverozapad, gdje nakon puta od 105 kilometara utječe u Botnički zaljev. Na njezinom ušću razvio se istoimeni grad Oulu.

## Geografske karakteristike
Oulujoki izvire iz jezera Oulujärvi na nadmorskoj visini od 122,7 metra kod naselja Vaala. Od tamo teče prema sjeverozapadu, preko niza akumulacijskih jezera do ušća u Botnički zaljev kod grada Oulu, gdje se razvija u 
deltu.
Oulujoki ima prosječni protok od 259 m³/s, i sliv od 22841 km², jedan od najvećih u zemlji.
U slijev rijeke ubrajaju se i brojna jezera, od kojih njih 398 ima više od 50 hektara, a najveće od njih Oulujärvi, ima površinu od 928 km².
.
Slijev rijeke je relativno rijetko naseljen, u njemu živi ukupno 226 000 stanovnika što iznosi 11,5 stan. po 1 km². Većina živi na zapadu pored ušća. Teren pokrivaju uglavnom šume, a samo 3% oranice, smještene uglavnom 
oko ušća.
Velika tvornica celuloze i papira nalazi se na obali najvećeg jezera slijeva Oulujärvi, što je bio glavni izvor onečišćenja vodotoka sve do 1980-ih kad su ugrađeni pročistači.
Rijeka Oulujoki, koja je nekoć često plavila, regulirana je izgradnjom 18 hidroelektrana između 1941. - 1957. snage od 550 MW i više, tako da sve zajedno proizvode više od 2500 GWh električne energije tako da je čak 99,6% hidropotencijala rijeke iskorišteno, što je najviši postotak od svih finskih rijeka.

## Vanjske poveznicee
- The Oulujoki River na portalu Rokua Geopark  Arhivirana inačica izvorne stranice od 13. veljače 2016. (Wayback Machine) (engl.)